# 生田未來
生田未來（日语：生田みく，1998年2月14日—），日本AV女優。所屬事務所是LIFE PROMOTION。

## 簡歷
出身於岡山縣。興趣是唱卡拉OK、看脫衣舞和茶道。
2017年6月以SOD的企劃「青春時代」的專屬女優身分出道，扮演蘿莉系AV女優。
2019年2月1日被提名AVOPEN2018的女優賞。

## 外部連結
- 生田みく🍒的X（前Twitter）（2017年5月5日 - ）
- 生田未來 (miku_ikuta) - note